# August Grisebach
August Heinrich Rudolf Grisebach (pronuncia [ˈaʊɡʊst ˈhaɪnrɪç ˈʁuːdɔlf ˈɡriːzəbax]; Hannover, 17 aprile 1814 – Gottinga, 9 maggio 1879) è stato un botanico tedesco.

## Biografia
Grisebach studiò presso il Lyceum di Hannover e presso l'Università di Gottinga. Si laureò in medicina presso l'Università di Berlino nel 1836. In seguito intraprese alcune spedizioni verso la Provenza, la Turchia, nei Balcani e nella Norvegia. Nel 1837 diviene professore associato e nel 1847 professore ordinario presso la facoltà medica di Gottinga e successivamente venne nominato direttore dell'orto botanico nel medesimo posto nel 1875.
I suoi interessi principali erano la fitogeografia la sistematica e la famiglia botanica dei Gentianaceae e dei Malpighiaceae.
Egli considerava che la sua opera più preziosa dell'epoca era Flora of the British West Indian Islands (Flora delle Isole Britanniche dell'India Indiana). Gran parte della sua collezione, è esposta presso l'Erbario dell'Università di Gottinga. Invece la sua classificazione tassonomica è esposta nel Grundriss der systematischen Botanik (1854).